# Hearthstone: Heroes of Warcraft
Hearthstone: Heroes of Warcraft er et digitalt free-to-play samlekortspil udviklet af Blizzard Entertainment. Spillet blev annonceret ved Penny Arcade Expo i Marts 2013, og spillets åbne beta startede Januar 2014. Den endelige version blev udgivet Marts 2014. Hearthstone er tilgængeligt på Microsoft Windows og OS X. I april 2015 fik spillet sin egen app. og blev dermed tilgængeligt på Android og iOS smartphones.
Hearthstone: Heroes of Warcraft, spilles som e-sport i både selvstændige konkurrencer, men også til de store etablerede turneringer.

## Spillets opbygning
Hearthstone er et samlekortspil som fungerer via et online en-mod-en tur-baseret kampsystem. Spillere starter spillet med en samling "basiskort", men der er senere mulighed for at skaffe sjældnere og mere kraftfulde kort. Dette sker ved at man enten køber en pakke med kort, eller vinder kort via arenaen. Det er også muligt at ødelægge kort man allerede har for få valutaen "arcane dust" som kan bruges til at lave nye kort. Pakker med kort og adgang til arenaen kan enten købes med den virtuelle valuta guld som man modtager ved at klare daglige missioner og ved at vinde spil, eller med rigtige penge
Hearthstone foregår i Warcraft-universet.
Der findes mange forskellige spilformater i Hearthstone, herunder bl.a. Ranked, Battlegrounds, Arena, Duels (fjernet januar 2023), Mercenaries og Tavern Brawls.

### Kampe
Alle kampe i Hearthstone er en 1-mod-1 kamp mellem to modstandere, spillet er turbaseret hvilket vil sige at man skiftes til at lægge kort ned. Spillet foregår enten mellem to rigtige spillere eller mellem en rigtig spiller og en computerstyret modstander.
Hver spiller bliver repræsenteret af deres valgte "helt". Hver helt er en vigtig karakter i Warcrafts historie og repræsenterer en bestemt klasse. Klassen bestemmer hvilke specielle kort og "heltekræfter", der er tilgængelige for spilleren. Hver helt har 30 liv i et almindeligt spil. Hvis en helt bliver bragt til 0 liv, taber de spillet.

#### Helte
Der er ti helte, som følger med spillet, og yderligere mulighed for enten at købe eller få adgang på anden vis til alternative repræsentanter:
- Druid - som Malfurion Stormrage. Alternativt Lunara.
- Hunter - som halv-orken Rexxar. Alternativt Alleria Windrunner.
- Mage - som Archmage Antonidas' lærling, Jaina Proudmoore. Alternativt Medivh eller Khadgar.
- Paladin - som Uther Lightbringer. Alternativt Lady Liadrin, Arthas eller Sir Annoy-O.
- Priest - som prins Anduin Wrynn af Stormwind. Alternativt Tyrande Whisperwind.
- Rogue - som Valeera Sanguinar. Alternativt Maiev Shadowsong.
- Shaman - som eks-krigshøvdingen Thrall af Horden. Alternativt Morgl the Oracle eller King Rastakhan.
- Warlock - som Gul'dan. Alternativt Nemsy Necrofizzle eller Mecha-Jaraxxus.
- Warrior - som eks-krigshøvdingen Garrosh Hellscream. Alternativt Magni Bronzebeard.
- Demon Hunter - som Illidan. Tilføjet

### Kort
Kort er kernen af Hearthstone. De repræsenterer hvilke kræfter, karakterer og effekter spilleren kan bruge i løbet af en kamp. Fra og med udvidelsen Witchwood (2018) er der omkring 2.407 forskellige kort tilgængelige i spillet, hvoraf 1.868 kan samles af spilleren.